# قره‌مریم
قره‌مریم (به ترکی آذربایجانی: Qaraməryəm) یک منطقهٔ مسکونی در جمهوری آذربایجان است که در شهرستان گوی‌چای واقع شده‌است. قره‌مریم ۱٬۱۴۵ نفر جمعیت دارد.